# Jan T. Gross

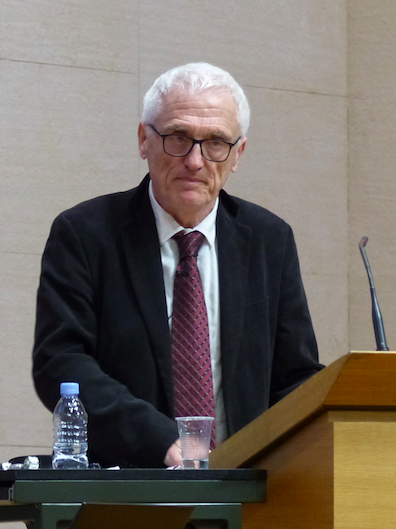
Jan T. Gross, 2019

Jan Tomasz Gross (* 1. August 1947 in Warschau) ist ein polnisch-amerikanischer Historiker und Soziologe.

## Leben
Gross wuchs in einer säkularen und politisch linksorientierten katholisch-jüdischen Familie auf. Er ist der Sohn von Hanna Gross geb. Szumańska (1919–1973), einer ehemaligen Angehörigen der Polnischen Heimatarmee, und Zygmunt Gross (1903–1995), einem ehemaligen Mitglied der Polnischen Sozialistischen Partei und Überlebenden des Holocaust, der von Polen versteckt und so gerettet wurde.
Nach seinem Abitur studierte Gross zunächst Physik an der Universität Warschau und wurde infolge der März-Unruhen 1968 in Polen der Hochschule verwiesen sowie fünf Monate inhaftiert. Währenddessen kam es vor allem im Zuge des Sechstagekrieges zu einer, von der Polnischen Vereinigten Arbeiterpartei motivierten, antisemitischen Kampagne. Dies führte dazu, dass in den folgenden Jahren ein Großteil der in Polen noch lebenden Juden das Land verließ. Aufgrund der jüdischen Abstammung väterlicherseits durfte auch Gross ausreisen und siedelte 1969 in die Vereinigten Staaten über, deren Staatsbürgerschaft er später annahm.
1975 erwarb Gross den PhD in Soziologie an der Yale University in New Haven, wo er anschließend bis 1984 als Assistenzprofessor für Social Studies and Soviet Studies lehrte. Von 1984 bis 1992 war er Professor für Social Science an der Emory University bei Atlanta sowie 1992 bis 2003 Professor für Political Science and European Studies an der New York University. Seit 2003 ist er Professor für Geschichte an der Princeton University, wo er sich auf die Geschichte der Weltkriege spezialisierte. Sein offizieller Titel ist Norman B. Tomlinson ’16 and ’48 Professor of War and Society and Professor of History of Princeton University. Seit 2017 ist er Professor Emeritus.
Darüber hinaus war Gross unter anderem Gastprofessor an der Harvard University, Stanford University, University of California in Berkeley und Columbia University sowie in Paris, Wien, Krakau und Tel-Aviv.
1994 bis 1998 war Gross Chefredakteur der Zeitschrift East European Politics and Societies, später Mitbegründer der Vierteljahresschrift Aneks. Zu seinen wichtigsten Veröffentlichungen zählen vor allem Arbeiten zur Geschichte Polens im Zweiten Weltkrieg.
Für Verdienste um die Verständigung zwischen Polen und anderen Nationen wurde ihm 1996 der Verdienstorden der Republik Polen verliehen. Er war außerdem Senior Research Fellow im Fulbright-Programm sowie Fellow der John Simon Guggenheim Memorial Foundation und der Rockefeller Foundation und Recipient der Courage in Public Scholarship Award der New School of Social Research in New York. Er bekam auch den Howard T. Behrman Award für Distinguished Achievement in the Humanities von der Princeton-Universität und den Distinguished Achievement Award for Holocaust Studies and Research der Holocaust Educational Foundation, National Book Critics Circle Award Nominee in USA (für Nachbarn). Er war auch National Book Award Nominee in den USA. In Polen wurde er für sein Werk Nachbarn für den NIKE Literaturpreis nominiert. Im August 2023 war Gross einer der Unterzeichner der Petition „The Elephant in the Room“, die Israels Besetzung der Palästinensergebiete als ein Apartheid-Regime verurteilte.

## Kontroversen
International bekannt wurde Gross durch das Buch Nachbarn aus dem Jahr 2001, in dem er erstmals die Ermordung der jüdischen Einwohner der Stadt Jedwabne durch ein Pogrom ihrer polnischen Mitbürger im Jahr 1941 beschreibt. Vor allem in Polen löste das Buch hitzige Debatten aus und führte zu einer teilweisen Veränderung des weitverbreiteten Geschichtsbildes, Polen seien während der deutschen Besatzung im Zweiten Weltkrieg nur Opfer gewesen.
Der deutsch-polnische Historiker Bogdan Musiał warf Gross überhöhte Opferzahlen, falsche oder aus dem Kontext gerissene Zitate jüdischer Augenzeugen, selektive und manipulative Auswertung von Quellen, viele schwerwiegende Mängel und Fehler, Fehlinterpretationen und ahistorische Spekulationen vor.
Auf die Vorwürfe Musiałs ist Gross im Aufsatz „Critical Remarks Indeed“ umfangreich eingegangen. Gross hat seine hohen wissenschaftlichen Maßstäbe dargelegt und die Kritik von Musiał als gegenstandslos zurückgewiesen.
Das Buch Nachbarn führte zu einer umfangreichen Untersuchung der Ereignisse in Jedwabne durch das IPN (Instytut Pamięci Narodowej, polnisch für Institut für Nationales Gedenken), in der auch ähnliche Massenmorde in ca. 20 weiteren Ortschaften der Region um Białystok dokumentiert wurden. Die Untersuchungen resultierten in einer zweibändigen Ausgabe der Studien (Band 1) und Dokumente (Band 2) über den Massenmord an Juden durch ihre polnisch-katholischen Nachbarn direkt nach dem Angriff der Wehrmacht auf die damalige Sowjetunion.
Als Ergebnis der Untersuchung hat der Staatsanwalt Radoslav J. Ignatiew festgestellt, dass mindestens 340 Juden am 10. Juli 1941 in Jedwabne ermordet wurden. Die unabhängigen Aussagen mehrerer Zeugen weisen die Zahl der ermordeten Juden als zwischen 1000 und 1500 aus.
Die Arbeiten von Jan T. Gross motivierten eine Reihe namhafter polnischer Historiker (Barbara Engelking, Jan Grabowski, Jacek Leociak, Dariusz Libionka, Joanna Tokarska-Bakir und viele andere), die Beziehungen zwischen Polen und Juden während des Zweiten Weltkrieges zu untersuchen. Die Studien zeigen, dass Morde an Juden durch polnische Nachbarn auf allen von Deutschen besetzten polnischen Gebieten stattgefunden haben, nicht nur in der Region Białystok. Aus dem Forschungsverbund resultierte 2003 die Gründung des Polnischen Zentrum für Holocaust-Forschung an der Polnischen Akademie der Wissenschaften. Das Zentrum hat bis zum Jahr 2020 15 umfangreiche Jahreshefte (Zagłada Żydów) und viele Monografien über das Thema veröffentlicht.
Im Buch Fear: Anti-Semitism in Poland after Auschwitz beschreibt Jan T. Gross des Weiteren den polnischen Antisemitismus in den Jahren 1945 bis 1946. Er konzentriert sich auf das Pogrom von Kielce vom 4. Juli 1946, in dem 42 Personen ermordet wurden, beschreibt jedoch auch weitere Pogrome, bei denen Juden in den Wirren der unmittelbaren Nachkriegszeit getötet wurden, zum Beispiel beim Pogrom von Krakau.
Teilweise unterscheiden sich die Titel und Inhalte der englischen Originalveröffentlichungen von den polnischen Übersetzungen. In Letzteren ließ Gross Inhalte aus, weil er von einem anderen Wissensstand der polnischen Leserschaft ausging. Am 8. Mai 2008 bedauerte Gross dies in einem Gespräch mit Deborah Lipstadt beim Yiddish Scientific Institute.
2006 reagierte der Sejm, das Unterhaus des polnischen Parlaments, damals angeführt von der national-konservativen Partei Recht und Gerechtigkeit als stärkster Fraktion, mit der Verabschiedung der sogenannten Lex Gross. In dem erweiterten § 132a des Strafgesetzbuches wurden jedem bis zu drei Jahre Freiheitsstrafe angedroht, der „öffentlich die polnische Nation der Teilnahme, Organisation oder Verantwortung für kommunistische oder nationalsozialistische Verbrechen bezichtigt“. Am 19. September 2008 erklärte das polnische Verfassungsgericht das Gesetz jedoch für unvereinbar mit der polnischen Verfassung und hob es auf.
Sein 2011 in Polen erschienenes Buch Golden Harvest (poln. Złote żniwa) löste erneut heftige Kontroversen aus. Am Beispiel der Bauern, die vor den deutschen Besatzern geflohene Juden ermordeten, um sie auszurauben, oder nach dem Krieg das Gelände von Treblinka nach Goldzähnen und Schmuck durchwühlten, stellte er die These auf, viele Polen hätten vom Holocaust profitiert. Das Jüdische Historische Institut in Warschau warf ihm Polemik und die Manipulation seiner Leser durch unverhältnismäßige Darstellungen auf Basis reiner Schätzungen vor.
Der polnische Botschafter in Deutschland, Jerzy Margański, warf Gross negative Stimmungsmache vor, nachdem dieser im September 2015 in einem Beitrag für Die Welt unter dem Titel Die Osteuropäer haben kein Schamgefühl Vergleiche zwischen der von ihm beschriebenen dortigen Angst vor Flüchtlingen aus dem Nahen Osten und einem ihm zufolge weit verbreiteten Antisemitismus in Ostmitteleuropa gezogen hatte.
In der Folge leitete der Warschauer Bezirksstaatsanwalt eine Untersuchung ein wegen Verdachts des Verstoßes gegen § 133 des polnischen Strafgesetz-Kodexes, der besagt, dass mit Freiheitsstrafe bis zu drei Jahren zu rechnen hat, wer … öffentlich das polnische Volk oder die polnische Republik herabwürdigt / Kto publicznie znieważa Naród lub Rzeczpospolitą Polską, podlega karze pozbawienia wolności do lat 3. Die Kanzlei des Präsidenten Andrzej Duda richtete ein Ersuchen an das Außenministerium, die Möglichkeit einer Aberkennung des Verdienstordens der Republik Polen zu prüfen. Dem Deutschlandfunk gegenüber erklärte Gross in einem Interview am 18. Februar, er sei zu einer Ordensrückgabe bereit und würde sich eine entsprechende Aufforderung rahmen lassen.

## Werke
- Polish Society Under German Occupation – Generalgouvernement, 1939-1944. Princeton University Press, Princeton, NJ 1979, ISBN 0-691-09381-4 (englisch).
- 'W czterdziestym nas matko na Sybir zesłali _' : Polska a Rosja, 1939-42. Aneks, London 1983, ISBN 0-906601-10-X (polnisch, gemeinsam mit Irena Grudzińska-Gross).
- Revolution from Abroad. The Soviet Conquest of Poland’s Western Ukraine and Western Belorussia. Princeton University Press, Princeton, NJ 1988, ISBN 0-691-09433-0 (englisch).
  - dt.: Und wehe, du hoffst…: Die Sowjetisierung Ostpolens nach dem Hitler-Stalin-Pakt; 1939-1941. Herder, Freiburg im Breisgau 1988, ISBN 3-451-08404-X.
- Upiorna dekada, 1939-1948. Trzy eseje o stereotypach na temat Żydów, Polaków, Niemców i komunistów. Universitas, Kraków 1998, ISBN 83-7052-870-8 (polnisch).
- Studium zniewolenia. Universitas, Kraków 1999 (polnisch).
- Lato 1941 w Jedwabnem. Przyczynek do badań nad udziałem społeczności lokalnych w eksterminacji narodu żydowskiego w latach II wojny światowej. In: Krzysztof Jasiewicz (Hrsg.): Europa nie prowincjonalna : przemiany na ziemiach wschodnich dawnej Rzeczypospolitej (Białorus, Litwa, Łotwa, Ukraina, wschodnie pogranicze III Rzeczypospolitej Polskiej) w latach 1772- 1999. Instytut Studiów Politycznych PAN, Warszawa/London 1999, ISBN 83-8675992-5, S. 1097–1103 (polnisch, Englischer Titel: Non-provincial Europe).
- The Politics of Retribution in Europe: World War II and Its Aftermath. Princeton University Press, Princeton, NJ 2000, ISBN 0-691-00953-8 (englisch).
- Neighbors: The Destruction of the Jewish Community in Jedwabne, Poland. Princeton University Press, Princeton, NJ 2001, ISBN 0-691-08667-2 (englisch).
  - dt.: Nachbarn: der Mord an den Juden von Jedwabne. Beck, München 2001, ISBN 3-406-48233-3.
  - poln.: online
- Wokół Sąsiadów. Polemiki i wyjaśnienia. Pogranicze, Sejny 2003, ISBN 83-8687248-9 (polnisch).
- Angst – Antisemitismus nach Auschwitz in Polen. Aus dem Poln. von Friedrich Griese unter Mitarb. von Ulrich Heiße. Suhrkamp, Berlin 2012, ISBN 978-3-518-42303-5.
  - engl.: Fear: Anti-Semitism in Poland After Auschwitz. Random House, New York 2006, ISBN 0-375-50924-0 (englisch).
  - poln.: Strach: Antysemityzm w Polsce tuż po wojnie. Historia moralnej zapaści. Wydawn, Kraków 2008, ISBN 978-83-240-0876-6 (polnisch).
- Golden Harvest. Oxford University Press, Oxford 2012, ISBN 978-0-19-973167-1 (englisch).
  - poln.: Złote żniwa: Rzecz o tym, co się działo na obrzeżach zagłady Żydów. Wydawn, Kraków 2011, ISBN 978-83-240-1523-8 (polnisch).